# لیلا نقدی‌پری

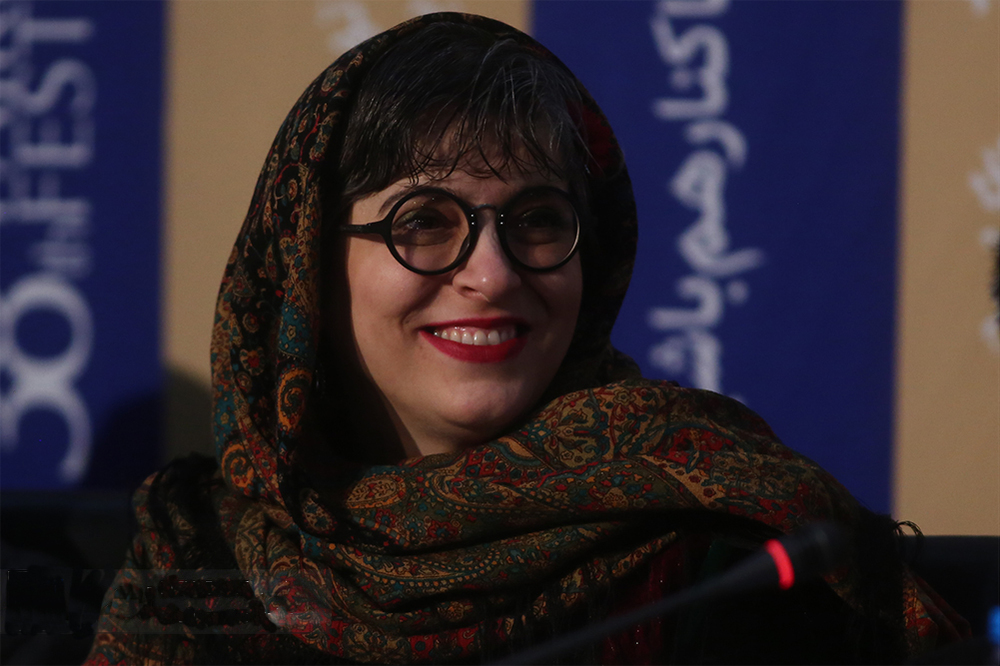
لیلا نقدی پری - ۱۳۹۸

لیلا نقدی پری (زاده ۱۳۵۲) مدیر هنری، سینماگر ، طراح صحنه و طراح لباس  اهل ایران و عضو هیئت مدیره انجمن طراحان فیلم سینمای ایران ایران است. وی همسر مجید برزگر کارگردان مطرح سینمای ایران است. نقدی پری در جریان سالگرد کشته‌شدن مهسا امینی 
توسط نیروهای امنیتی دستگیر شد.

## فیلم‌شناسی
| سال  | نام فیلم               | مسئولیت          |  |
| ---- | ---------------------- | ---------------- |  |
| ۱۳۸۸ | فصل باران های موسمی    | طراح صحنه و لباس |  |
| ۱۳۸۸ | بار هستی               | طراح صحنه و لباس |  |
| ۱۳۸۴ | آلما گل                | طراح صحنه و لباس |  |
| ۱۳۸۰ | حاشیه مرکزی            | طراح صحنه و لباس |  |
| ۱۳۸۴ | آوای جبرئیل            | طراح صحنه و لباس |  |
| ۱۳۸۸ | دوستی از جنس آتش       | طراح صحنه و لباس |  |
| ۱۳۹۳ | پریدن از ارتفاع کم     | طراح صحنه و لباس |  |
| ۱۳۹۱ | پرویز                  | طراح صحنه و لباس |  |
| ۱۳۹۳ | یک شهروند کاملا معمولی | طراح صحنه و لباس |  |
| ۱۳۹۵ | نرگس مست               | طراح صحنه و لباس |  |
| ۱۳۹۹ | سه رخ                  | طراح صحنه و لباس |  |
| ۱۳۹۸ | همسایه شما زهره        | طراح صحنه و لباس |  |
| ۱۳۹۸ | بی سر                  | طراح صحنه و لباس |  |
| ۱۳۹۶ | گلدان و درخت بلوط      | طراح صحنه و لباس |  |
| ۱۳۹۴ | والدراما               | طراح صحنه و لباس |  |
| ۱۳۹۹ | سه رخ                  | طراح صحنه و لباس |  |
| ۱۴۰۱ | بیرو                   | طراح صحنه و لباس |  |
| ۱۴۰۱ | تورهای خالی            | مدیر هنری        |  |
| ۱۳۹۸ | ابر بارانش گرفته       | طراح صحنه و لباس |  |